# 31-й истребительный авиационный полк
Не следует путать с 31-м истребительным авиационным полком ВВС Тихоокеанского флота
31-й истребительный авиационный Нижнеднестровский Краснознамённый орденов Кутузова и Богдана Хмельницкого полк — воинская часть Вооружённых сил СССР в Великой Отечественной войне.

## История
Полк сформирован в мае 1938 года. Полк принимал участие в Польском походе РККА.
В составе действующей армии во время ВОВ c 22 июня 1941 по 15 июля 1941, с 15 августа 1941 по 5 октября 1941, с 16 мая 1942 по 29 июля 1942, с 14 апреля 1943 по 1 мая 1943 и с 24 мая 1943 по 9 мая 1945 года.
На 22 июня 1941 года базируется в Каунасе, имея в своём составе 18 (5 не исправны) И-16, 28 МиГ-3 и 24 МиГ-1. Ещё 18 июня 1941 года перелетел тремя эскадрильями (39 МиГ-1/3 и 2 И-16) в Кармелаву, в 13 километрах северо-восточнее Каунаса. К началу боевых действий порядка 13 истребителей МиГ оказались неисправными и были частично брошены, частично уничтожены. Аэродром в Кармелаве с первого дня войны подвергался ожесточённым бомбардировкам, так что в полку из МиГов к концу дня осталось только 7 самолётов, которые перелетели в Ригу, при этом три самолёта были сбиты над Ригой своей зенитной артиллерией. Оставшиеся 4 МиГа перелетели в Псков, личный состав эвакуировался туда же автотранспортом. В начале июля 1941 года в полк были сведены все лётчики 8-й смешанной авиационной дивизии, освоившие МиГи, в Пскове полк несколько пополнился за счёт обнаруженных разобранных самолётов, и приступил к штурмовке наземных войск с аэродрома Карамышево и прикрытию воздушного пространства в районе Идрица — Опочка. Через несколько дней в его составе оставалось только 2 МиГа. За время войны в Прибалтике полк выполнил 714 боевых вылетов, провёл 34 боя и сбил 13 вражеских самолётов.
14 июля 1941 года полк выведен на переформирование в Рязань на аэродром Луховицы. Формировался как четырёхэскадрильный с 60 самолётами МиГ-3, однако буквально на взлёте одна эскадрилья была изъята. В середине августа 1941 года трёхэскадрильный полк, имея 45 самолётов МиГ-3, перелетел под Харьков, на аэродром Лебедин. На базе оставшейся эскадрильи полка и ещё одной был сформирован 283-й истребительный авиационный полк. Действует, в частности, в районе Ромны — Недригайлов. В начале октября 1941 года полк перебазировался на аэродром близ села Большая Писаревка, недалеко от железной дороги, идущей из города Сумы на Богодухов, совершал вылеты на прикрытие бомбардировщиков в район Шостка.
5 октября 1941 года полк отведён в резерв на станцию Базево, в 18 километрах от Моршанска, получил самолёты ЛаГГ-3 в количестве 22 машин (в январе 1942 ещё 3), и 16 мая 1942 года прибыл на Брянский фронт, в Касторное. В конце мая 1942 года одна из эскадрилий перебазировалась в Кшень. В основном действовал как разведывательный, однако это чередовалось с вылетами на штурмовку и прикрытие. Так, 30 мая 1942 года прикрывал штурмовики 800-го штурмового авиационного полка в их ударе по аэродрому Курск-Западный, а 31 мая 1942 года — Курск-Восточный. Затем полк перебазирован на аэродром Уразово, близ города Валуйки, вылеты производил в район Граково, Чугуев, Волчанск. К середине июля 1942 года в полку осталось 3-4 боеспособных самолёта. Остатки полка перелетели в Острогожск, а затем в Сталинград.
1 августа 1942 года личный состав полка вновь отведён на переформирование на станцию Сейма Горьковской области. В ноябре 1942 года на вооружение полка поступили самолёты Ла-5. В январе 1943 года начал перелёт на Юго-Западный фронт, однако был остановлен в Моршанске, где находится до марта 1943 года, затем перелетел одной эскадрильей в Миллерово, а двумя в Глубокий, откуда с 14 апреля 1943 года начал боевые действия над Северским Донцом, в районе Изюма, Барвенково, проводил разведку в районе Краматорска, Бердянска, Славянска. Почти весь май 1943 года находился в резерве, затем поддерживает с воздуха советские войска в Донбассе, совершая вылеты из Сватово. В июне 1943 года перелетел на полевой аэродром Лантратовка. 4 июля 1943 года прикрывает штурмовики, наносящие удар по аэродрому Харькова, во время Курской битвы действует в районе Прохоровки и южнее её, прикрывает Купянск.
После проведения Белгородско-Харьковской наступательной операции, когда полк действовал с аэродрома в Краматорске, перелетел под Синельниково, в конце сентября 1943 года — на полевой аэродром Тургеневка в 20 километрах от Днепра. Прикрывал войска на станции Синельниково, проводил разведку и боевые действия над Днепром, Днепропетровском, Запорожье, островом Хортица и западнее. В ноябре 1943 года — декабре 1943 года в основном действует у Кривого Рога.
C конца декабря 1943 года полк базируется на аэродроме Солёное, а затем у села Андреевка. В ходе наступления действует над Херсоном, Николаевым, Одессой. В апреле 1944 года дислоцируется на полевом аэродром Петропавловский. После освобождения Одессы перелетел на аэродромы сначала в Рауховку, затем в Раздельную. В течение мая 1944 года и почти до сентября 1944 года базируется на аэродроме Малый Тростенец, действует в частности в районе Дубоссары, Кишинёв, вёл разведку в районах Измаил, Тульча, Браилов, Галац. В мае 1944 года полк получил именные самолёты Ла-5 «Новомосковский колхозник».
С началом Ясско-Кишинёвской операции действует над Днестром, Кишинёвом; так, в частности, штурмует вражеские батареи в районе Вишнёвки, Ермоклии. В конце августа 1944 года перебазировался в Молдавию на полевой аэродром Манзырь, затем в сентябре 1944 года на аэродром Кубей, затем в Румынию на аэродром Кэлэраши, затем в Болгарию на аэродроме Габровнице, затем в Брегово.

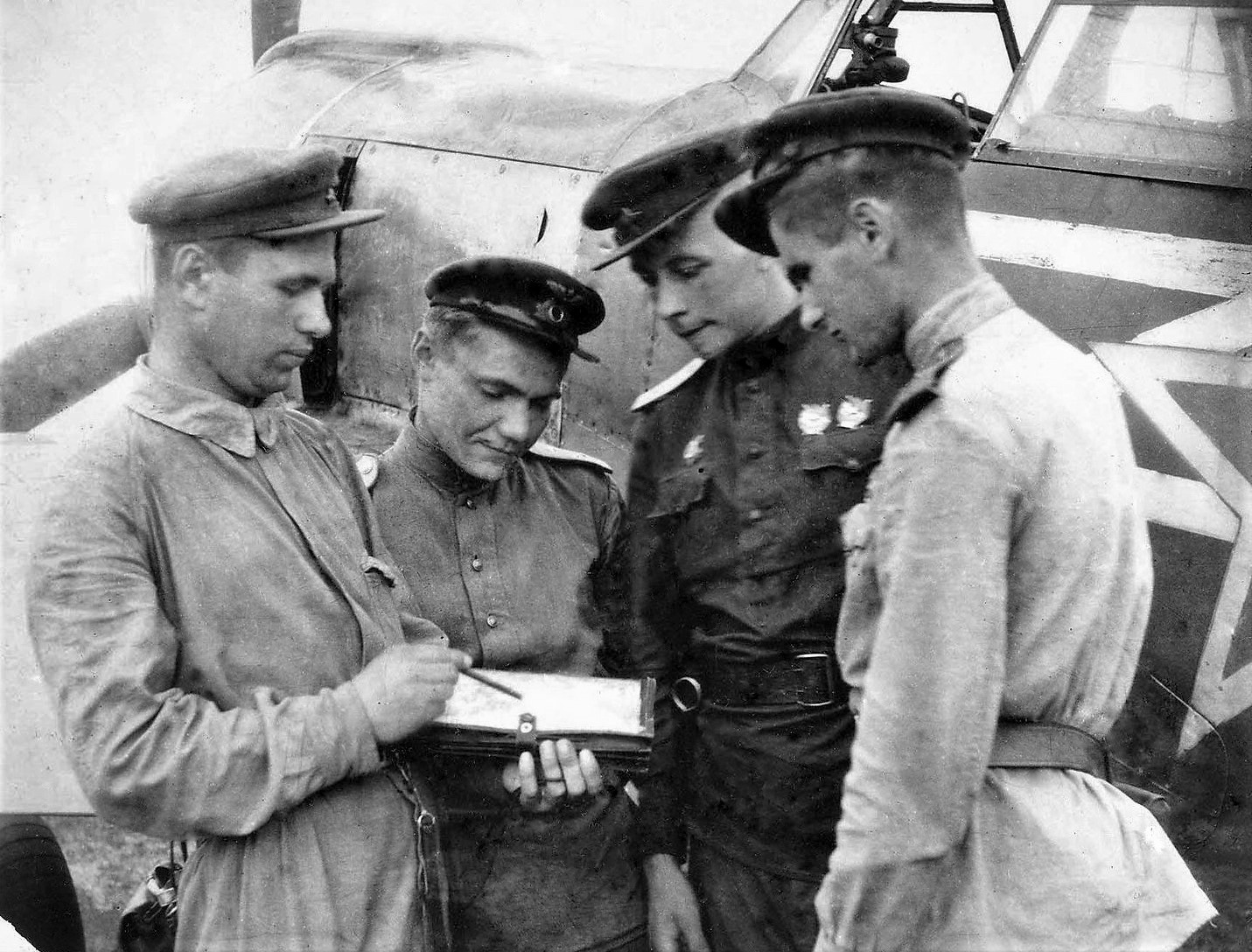
Лётчики 1-й эскадрильи 31-го ИАП. Слева направо: командир эскадрильи старший лейтенант Н. М. Скоморохов, лейтенант Б. С. Горьков, лейтенант В. В. Кирилюк и лейтенант В. И. Калашонок. Осень 1944

17 октября 1944 года полк был переброшен на полевой аэродром острова Темисезигет. Поддерживает наземные войска и прикрывает штурмовики в небе над Белградом, Земуном, Нишем, Лесковацем, Скопле, Белее, рекой Сава в течение Белградской операции. 23 октября 1944 года штурмует аэродром Вуковар. 31 октября 1944 года перелетел на аэродром Сегед, затем в Нови-Сад.
Когда 7-9 ноября 1944 года наземные части фронта форсировали Дунай в Венгрии в районе Батина и Апатина, полк переброшен к Дунаю на полевой аэродром на задернованном лугу в районе Стапар, а затем на аэродром Сомбор. Действует над батинским плацдармом.
В декабре 1944 года переброшен на аэродром Мадоча, затем в Кишкунлацхазе, действует над Будапештом, Секешфехерваром, Эстергомом. В середине января 1945 года перелетел на аэродром Чаквар, однако вследствие контрудара немецких войск перелетел обратно в Кишкунлацхазу, уничтожив повреждённые машины. Затем переброшен на остров Чепель.
В марте 1945 полк перешёл на истребители Ла-7, действуя в ходе Балатонской, затем Венской операции. С апреля 1945 действует с аэродрома вблизи города Шопрона. Так, 10 апреля 1945 года прикрывает советские штурмовики в районе Герасдорфа, с начала апреля 1945 года действует над Веной. 7 апреля перелетел на территорию Австрии в 25-30 километрах от Бадена.
В начале мая 1945 года переброшен в Фишемендорф, восточнее Вены, совершает вылеты на прикрытие войск, действующих в Чехословакии, под Брно. Последний боевой вылет в войне полк выполнил 9 мая 1945 года на сопровождение штурмовиков 136-й штурмовой авиадивизии. Штурмовики наносили удары по отходящим на запад войскам противника по дороге Обдах — Бад-Санкт-Леонхард-им-Лафантталь. 6 экипажей Ла-5 из 31-го истребительного авиаполка в период с 17.03 по 18.55 сопроыождали группу из 21 Ил-2 в сложных метеоусловиях. Потерь среди штурмоовиков не было
Всего за годы войны полк произвёл 17301 боевой вылет, 608 групповых воздушных боёв, уничтожил 350 самолётов противника.
31 иап расформирован в составе 14 гиад на аэродроме Пловдив (Болгария) в апреле 1947.

## Подчинение
| Дата            | Фронт (округ)             | Армия                | Корпус                            | Дивизия                                  | Примечания                                                    |
| --------------- | ------------------------- | -------------------- | --------------------------------- | ---------------------------------------- | ------------------------------------------------------------- |
| 22.06.1941 года | Северо-Западный фронт     | -                    | -                                 | 8-я смешанная авиационная дивизия        | -                                                             |
| 01.07.1941 года | Северо-Западный фронт     | -                    | -                                 | 8-я смешанная авиационная дивизия        | -                                                             |
| 10.07.1941 года | Северо-Западный фронт     | -                    | -                                 | 8-я смешанная авиационная дивизия        | -                                                             |
| 01.08.1941 года | -                         | -                    | -                                 | -                                        | на переформировании                                           |
| 01.09.1941 года | Ставка ВГК                | -                    | 1-я резервная авиационная группа  | -                                        | -                                                             |
| 01.10.1941 года | Юго-Западный фронт        | -                    | 1-я резервная авиационная группа  | -                                        | -                                                             |
| 01.11.1941 года | -                         | -                    | -                                 | -                                        | на переформировании                                           |
| 01.12.1941 года | -                         | -                    | -                                 | -                                        | на переформировании                                           |
| 01.01.1942 года | Приволжский военный округ | -                    | -                                 | -                                        | на переформировании                                           |
| 01.02.1942 года | Приволжский военный округ | -                    | -                                 | -                                        | на переформировании                                           |
| 01.03.1942 года | Приволжский военный округ | -                    | -                                 | -                                        | на переформировании                                           |
| 01.04.1942 года | Приволжский военный округ | -                    | -                                 | -                                        | на переформировании                                           |
| 01.05.1942 года | Приволжский военный округ | -                    | -                                 | -                                        | на переформировании                                           |
| 01.06.1942 года | Юго-Западный фронт        | -                    | -                                 | 206-я истребительная авиационная дивизия | какое-то время в составе 2-й воздушной армии Брянского фронта |
| 01.07.1942 года | Юго-Западный фронт        | 8-я воздушная армия  | -                                 | 206-я истребительная авиационная дивизия | -                                                             |
| 01.08.1942 года | Московский военный округ  | -                    | -                                 | -                                        | на переформировании                                           |
| 01.09.1942 года | Московский военный округ  | -                    | -                                 | -                                        | на переформировании                                           |
| 01.10.1942 года | Московский военный округ  | -                    | -                                 | -                                        | на переформировании                                           |
| 01.11.1942 года | Московский военный округ  | -                    | -                                 | -                                        | на переформировании                                           |
| 01.12.1942 года | Московский военный округ  | -                    | -                                 | -                                        | на переформировании                                           |
| 01.01.1943 года | Московский военный округ  | -                    | -                                 | -                                        | на укомплектовании                                            |
| 01.02.1943 года | Московский военный округ  | -                    | -                                 | -                                        | на укомплектовании                                            |
| 01.03.1943 года | Приволжский военный округ | -                    | -                                 | -                                        | на укомплектовании                                            |
| 01.04.1943 года | Приволжский военный округ | -                    | -                                 | -                                        | на укомплектовании                                            |
| 01.05.1943 года | Юго-Западный фронт        | 17-я воздушная армия | 9-й смешанный авиационный корпус  | 295-я истребительная авиационная дивизия | -                                                             |
| 01.06.1943 года | Юго-Западный фронт        | 17-я воздушная армия | 9-й смешанный авиационный корпус  | 295-я истребительная авиационная дивизия | -                                                             |
| 01.07.1943 года | Юго-Западный фронт        | 17-я воздушная армия | 9-й смешанный авиационный корпус  | 295-я истребительная авиационная дивизия | -                                                             |
| 01.08.1943 года | Юго-Западный фронт        | 17-я воздушная армия | 9-й смешанный авиационный корпус  | 295-я истребительная авиационная дивизия | -                                                             |
| 01.09.1943 года | Юго-Западный фронт        | 17-я воздушная армия | 9-й смешанный авиационный корпус  | 295-я истребительная авиационная дивизия | -                                                             |
| 01.10.1943 года | Юго-Западный фронт        | 17-я воздушная армия | 9-й смешанный авиационный корпус  | 295-я истребительная авиационная дивизия | -                                                             |
| 01.11.1943 года | 3-й Украинский фронт      | 17-я воздушная армия | 9-й смешанный авиационный корпус  | 295-я истребительная авиационная дивизия | -                                                             |
| 01.12.1943 года | 3-й Украинский фронт      | 17-я воздушная армия | 9-й смешанный авиационный корпус  | 295-я истребительная авиационная дивизия | -                                                             |
| 01.01.1944 года | 3-й Украинский фронт      | 17-я воздушная армия | 9-й смешанный авиационный корпус  | 295-я истребительная авиационная дивизия | -                                                             |
| 01.02.1944 года | 3-й Украинский фронт      | 17-я воздушная армия | 9-й смешанный авиационный корпус  | 295-я истребительная авиационная дивизия | -                                                             |
| 01.03.1944 года | 3-й Украинский фронт      | 17-я воздушная армия | 9-й смешанный авиационный корпус  | 295-я истребительная авиационная дивизия | -                                                             |
| 01.04.1944 года | 3-й Украинский фронт      | 17-я воздушная армия | 9-й смешанный авиационный корпус  | 295-я истребительная авиационная дивизия | -                                                             |
| 01.05.1944 года | 3-й Украинский фронт      | 17-я воздушная армия | 9-й смешанный авиационный корпус  | 295-я истребительная авиационная дивизия | -                                                             |
| 01.06.1944 года | 3-й Украинский фронт      | 17-я воздушная армия | 9-й смешанный авиационный корпус  | 295-я истребительная авиационная дивизия | -                                                             |
| 01.07.1944 года | 3-й Украинский фронт      | 17-я воздушная армия | 9-й смешанный авиационный корпус  | 295-я истребительная авиационная дивизия | -                                                             |
| 01.08.1944 года | 3-й Украинский фронт      | 17-я воздушная армия | 9-й смешанный авиационный корпус  | 295-я истребительная авиационная дивизия | -                                                             |
| 01.09.1944 года | 3-й Украинский фронт      | 17-я воздушная армия | 9-й смешанный авиационный корпус  | 295-я истребительная авиационная дивизия | -                                                             |
| 01.10.1944 года | 3-й Украинский фронт      | 17-я воздушная армия | 10-й штурмовой авиационный корпус | 295-я истребительная авиационная дивизия | -                                                             |
| 01.11.1944 года | 3-й Украинский фронт      | 17-я воздушная армия | -                                 | 295-я истребительная авиационная дивизия | -                                                             |
| 01.12.1944 года | 3-й Украинский фронт      | 17-я воздушная армия | -                                 | 295-я истребительная авиационная дивизия | -                                                             |
| 01.01.1945 года | 3-й Украинский фронт      | 17-я воздушная армия | -                                 | 295-я истребительная авиационная дивизия | -                                                             |
| 01.02.1945 года | 3-й Украинский фронт      | 17-я воздушная армия | -                                 | 295-я истребительная авиационная дивизия | -                                                             |
| 01.03.1945 года | 3-й Украинский фронт      | 17-я воздушная армия | -                                 | 295-я истребительная авиационная дивизия | -                                                             |
| 01.04.1945 года | 3-й Украинский фронт      | 17-я воздушная армия | -                                 | 295-я истребительная авиационная дивизия | -                                                             |
| 01.05.1945 года | 3-й Украинский фронт      | 17-я воздушная армия | -                                 | 295-я истребительная авиационная дивизия | -                                                             |

## Командиры
- майор Баланов Никифор Федотович — с мая 1938 года по июль 1939 года;
- майор Путивко Павел Ильич — с июля 1939 года по 12 июля 1941 года[2];
- майор, подполковник Муштаев Павел Фомич — с 12 июля 1941 года по 18 августа 1943 года[2];
- майор, подполковник Онуфриенко Григорий Денисович — с 18 августа 1943 года по 15 апреля 1945 года[2];
- подполковник Чернов Года Аврамович — с 20 апреля 1945 года до окончания войны. ВрИД[2].

## Награды и наименования
| Награда (наименование)                   | Дата                                                          | За что получена |
| ---------------------------------------- | ------------------------------------------------------------- | --- |
| Почётное наименование «Нижнеднепровский» |                                                               | За образцовое выполнение заданий командования в боях во время Ясско-Кишинёвской операции.                                                                                                   |
| Орден Красного Знамени                   | Указ Президиума Верховного Совета СССР от 26 апреля 1945 года | За образцовое выполнение заданий командования в боях с немецкими захватчиками при овладении городами Секешфехервар, Мор, Зирез, Веспрем, Эньинг и проявленные при этом доблесть и мужество. |
| Орден Кутузова III степени               | Указ Президиума Верховного Совета СССР от 5 апреля 1945 года  | За образцовое выполнение заданий командования в боях с немецкими захватчиками при овладении городом Будапешт и проявленные при этом доблесть и мужество.                                    |
| Орден Богдана Хмельницкого II степени    | Указ Президиума Верховного Совета СССР от 14 ноября 1944 года | За образцовое выполнение заданий командования в боях с немецкими захватчиками, за освобождение города Белград и проявленные при этом доблесть и мужество.                                   |

## Отличившиеся воины полка
| Награда                    | Ф. И. О.                       | Должность                        | Звание                           | Данные о вылетах                                                                                    | Дата награждения                                  | Примечания       |
| -------------------------- | ------------------------------ | -------------------------------- | -------------------------------- | --------------------------------------------------------------------------------------------------- | ------------------------------------------------- | ---------------- |
|                            | Горбунов Николай Иванович      | командир эскадрильи              | капитан                          | за время войны 196 боевых вылетов, 40 воздушных боев, лично сбил 15 самолётов.                      | 9.05.1944                                         | погиб 20.05.1944 |
|                            | Кирилюк, Виктор Васильевич     | командир звена                   | лейтенант                        | к моменту представления 448 боевых вылетов, 95 воздушных боев, лично сбил 22 самолёта и 9 в группе. | 23.02.1945                                        | -                |
|                            | Кравцов, Дмитрий Степанович    | командир эскадрильи              | майор                            | за время войны 430 боевых вылетов, 80 воздушных боев, лично сбил 13 самолётов и 8 в группе.         | 18.08.1945                                        | -                |
|                            | Скоморохов, Николай Михайлович | командир эскадрильи              | капитан                          | за время войны 605 боевых вылетов, 130 воздушных боев, лично сбил 46 самолётов и 8 в группе.        | 23.02.1945, 18.08.1945                            | -                |
|                            | Смирнов, Олег Николаевич       | заместитель командира эскадрильи | старший лейтенант                | за время войны 404 боевых вылета, 127 воздушных боев, лично сбил 20 самолётов и 7 в группе.         | 18.08.1945                                        | -                |
|                            | Цыкин, Михаил Дмитриевич       | командир звена                   | лейтенант                        | за время войны 437 боевых вылетов, 68 воздушных боев, лично сбил 15 самолётов и 6 в группе.         | 18.08.1945                                        | -                |
|                            | Якубовский, Пётр Григорьевич   | заместитель командира эскадрильи | капитан                          | за время войны 437 боевых вылетов, 68 воздушных боев, лично сбил 15 самолётов и 6 в группе.         | 26.10.1944                                        | -                |
| Герой Российской Федерации | Шварёв Александр Ефимович      | командир эскадрильи              | генерал-майор авиации в отставке | около 450 боевых вылетов, в 73 воздушных боях сбил 14 вражеских самолётов лично и 1 — в группе      | 11.10.1995 (Указ Президента Российской Федерации) | -                |